# Павло Єрмолінський
Павло Єрмолінський (ісл. Pavel Ermolinskij; нар. 25 січня 1987, Київ, Українська РСР, СРСР) — ісландський баскетболіст українського походження, який виступав на позиції розігруючого захисника за низку клубів, зокрема за іспанську «Малагу» та національну збірну Ісландії. Восьмиразовий чемпіон Ісландії, володар Кубка Іспанії. Після завершення ігрової кар'єри — баскетбольний тренер. З 2023 року очолює тренерський штаб ісландського «Тіндастолля».

## Ранні роки
Народився 1987 року в Києві у сім'ї баскетболіста Олександра Єрмолінського. 1992 року у віці 5 років переїхав до Ісландії, коли батько підписав контракт з клубом «Скаллагрімур».

## Ігрова кар'єра
Єрмолінський вперше з'явився в грі за «ІА» 6 березня 1998 року, у віці лише 11 років, коли його батько та головний тренер Олександр Ермолінський відібрав його до складу з 10 гравців проти «Няровика». У той час не було правил щодо мінімального віку гравців у лізі.
Наступного разу, коли він зіграв у старшій команді став сезон 2001–2002, коли він з'явився в 15 іграх, набираючи в середньому 1,8 очка за гру в складі «Скаллагрімура».
У сезоні 2014—2015 Павло зробив тріпл-дабл, набираючи 13,3 очка, 10,5 підбирання та 10,3 передачі за гру в 15 іграх регулярного сезону за «КР».
У сезоні 2017—2018 років був лідером «КР» за результативними передачами. 28 квітня 2018 року виграв свій шостий чемпіонат Ісландії після того, як «КР» переміг «Тіндастьоль» у фіналі. Це була вісімнадцята поспіль серія плей-оф, яку він виграв. Просидівши перші три матчі сезону 2018–2019, відновив тренування з «КР» наприкінці жовтня. 4 травня 2019 року виграв свій 7-й національний чемпіонат.
13 серпня 2019 року Павло підписав 2-річний контракт із суперником «КР» з Рейк'явіка — «Валур». Він сильно розпочав сезон, показавши значну результативність у четвертій чверті, здобувши перемоги над «Фйолніром» і «Торлакшофном». 25 жовтня забив триочковий кидок за 5 секунд до кінця овертайму проти «Тіндастоля». 5 січня 2020 року Павло не дотягнув 1 результативну передачу до рекорду ліги, віддавши 17 результативних передач у переможному матчі проти Фйолніра.
6 травня 2022 року провів свій 100-й матч плей-оф чемпіонату. 18 травня 2022 року виграв свій восьмий національний чемпіонат після того, як «Валур» переміг «Тіндастолль» у фінальній серії.
22 серпня 2022 року оголосив, що залишає «Валур».
У жовтні 2022 року оголосив про завершення кар'єри.

## Виступи за збірну
Виступав за національну збірну Ісландії з баскетболу з 2004 року та брав участь у Євробаскеті 2015 та 2017.

## Тренерська кар'єра
У сезоні 2021—2022 років Єрмолінський працював асистентом тренера «Валюр».
14 січня 2023 року був призначений на посаду головного тренера «Тіндастоля».

## Відзнаки

### Ісландія

#### Клуб
- Чемпіон Ісландії (8): 2011, 2014—2019, 2022
- Володар Кубка Ісландії (7): 2011, 2016. 2017
- Володар Суперкубка Ісландії (2): 2014, 2015

#### Індивідуальні
- Ісландський гравець року чемпіонату: 2011, 2015
- Символічна перша збірна чемпіонату: 2011, 2014—2016
- Найцінніший гравець кубка Ісландії: 2011

### Іспанія

#### Клуб
- Володар Кубка Іспанії: 2005